# Göhlen
Göhlen – miejscowość i gmina w Niemczech, w kraju związkowym Meklemburgia-Pomorze Przednie, w powiecie Ludwigslust-Parchim, wchodzi w skład Związku Gmin Ludwigslust-Land. 26 maja 2019 do gminy przyłączono gminę Leussow, która stała się jej częścią (Ortsteil).